# Тю (национальный парк)
Национальный парк Тю (дат. Nationalpark Thy) — национальный парк в Тю, Дания, открытый 22 августа 2008 года. Расположен на северо-западе Ютландии, вдоль побережья от Ханстхольма до Аггер-Танге, и простирается на 55 км (34 мили) с севера на юг и на 5—12 км (3,1—7,5 миль) с востока на запад. Общая площадь национального парка составляет 244 квадратных километра (94 квадратных мили).

## Природа
Ландшафт состоит из ветреных побережий и дюнных систем, либо голых, либо покрытых пустошами, лугами или плантациями, с большим количеством хвойных деревьев. Встречаются также влажные впадины с низким содержанием питательных веществ (своего рода болота), а между этим разнообразным прибрежным ландшафтом можно найти небольшие пруды и озера. Здесь видны останки Литоринового моря в виде редких известняковых скал.